# 東海林亮介
東海林 亮介（しょうじ りょうすけ、1980年6月20日 - ）は、日本の空手家。極真武道空手連盟 極真拳武會 目黒・江東支部の支部長。

## 来歴
2000年より極真空手の名門、極真会館東京城南川崎支部、廣重毅師範の内弟子となり、恵比寿道場（現・池尻大橋道場）の指導員を務める。
現在は、目黒区池尻大橋・江東区砂町道場の責任者兼指導員。

## 獲得タイトル
- 極真館 第2回全日本空手道選手権大会 優勝
- 極真館 第2回全日本ウェイト制空手道選手権大会 中量級 優勝
- 極真館 第4回全日本ウェイト制空手道選手権大会 中量級 優勝
- 極真館 第5回全日本ウェイト制空手道選手権大会 軽中量級 優勝（極真初の手技顔面攻撃有りの試合）
- 極真館 第6回全日本ウェイト制空手道選手権大会 中量級 優勝